# موتيه

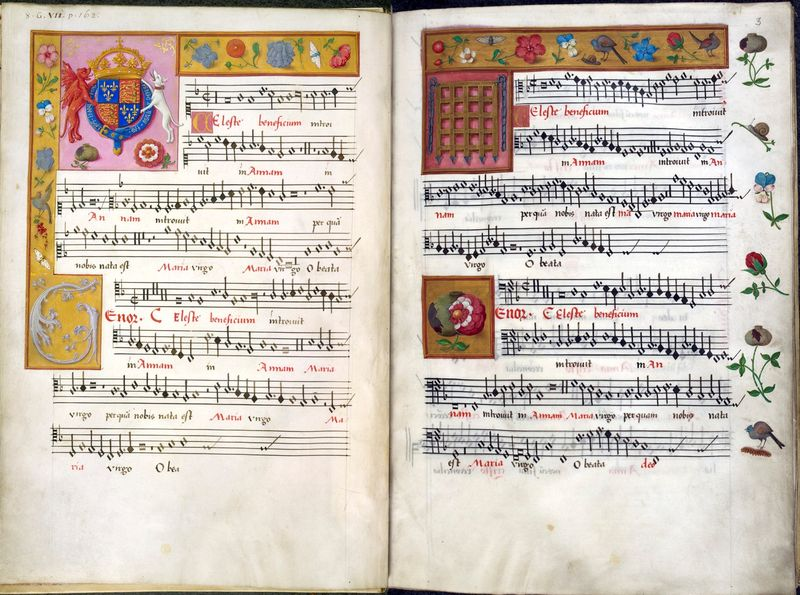

موتيه (بالفرنسية: motet) هو صنف من التآليف الغنائية الغربية، يؤدى عن طريق صوت واحد أو مجموعة من الأصوات عادة، قد يصاحب الأصوات في بعض الحالات الآلات الموسيقية. يمكن أيضا غناء عدة لغات في الموتيه، بحيث يعدل كل صوت لغة.
ظهر الموتيه في القرن الثامن للميلاد، وكان الهدف منه تطوير الغناء الأحادي الصوت المصاحب للطقوس الدينية الكنسية. رغم أنه في الأصل ذو طبيعة دينية إلا أن بعض التآليف قد تشذ عن هذه القاعدة.